# Galatasaray Istanbul/Saison 1936/37
Die Saison 1936/37 von Galatasaray Istanbul war die 31. Saison in der Vereinsgeschichte und die 23. Saison in der İstanbul Futbol Ligi. Der Klub beendete die Saison auf dem 3. Platz. 1937 fand zum ersten Mal die landesweite Meisterschaft Millî Küme statt. Dort wurden die Gelb-Roten Vizemeister.

## Personalien

### Kader
| Nat.       | Name                   |
| Torhüter   | Torhüter               |
| ---------- | ---------------------- |
| Turkei     | Avni Kurgan            |
| Turkei     | Sacit Öğet             |
| Abwehr     |                        |
| Turkei     | Lütfü Aksoy            |
| Turkei     | Reşat Erkal            |
| Turkei     | Salim Şatıroğlu        |
| Turkei     | Refik Tarman           |
| Mittelfeld |                        |
| Turkei     | Suavi Atasagun         |
| Turkei     | Şevket Bulat           |
| Turkei     | Bülent Davran          |
| Turkei     | Finlandiyalı Hayrullah |
| Turkei     | Ekrem Kapman           |
| Turkei     | Nuri                   |
| Turkei     | Hüseyin Şakir          |
| Turkei     | Hicri Yüce             |
| Angriff    |                        |
| Turkei     | Eşfak Aykaç            |
| Turkei     | Haşim Birkan           |
| Turkei     | Salahattin Buda        |
| Turkei     | Necdet Cici            |
| Turkei     | Bülent Ediz            |
| Turkei     | Nubar Hamamcıyan       |
| Turkei     | Gündüz Kılıç           |
| Turkei     | Fazıl Özkaptan         |
| Turkei     | Süleyman Tekil         |
| Turkei     | Danyal Vuran           |

## Saison
Alle Ergebnisse aus Sicht von Galatasaray Istanbul.
Die Tabelle listet alle İstanbul-Futbol-Ligi des Vereins der Saison 1936/37 auf. Siege sind grün, Unentschieden gelb und Niederlagen rot markiert.

### İstanbul Futbol Ligi
| ST | Datum             | Gegner              | Ort                      | Ergebnis   | Tor(e) für Galatasaray Istanbul | Karte(n) für Galatasaray Istanbul |
| -- | ----------------- | ------------------- | ------------------------ | ---------- | --- | --------------------------------- |
| 01 | 25. Oktober 1936  | Beykozspor          | Taksim-Stadion, Istanbul | 4:0 (2:0)  | 1:0 Aykaç (13.), 2:1 Ediz (16.), 3:0 Kılıç (47.), 4:0 Aykaç (59.) | keine                             |
| 02 | 8. November 1936  | Beşiktaş Istanbul   | n. V.                    | 1:2 (0:2)  | 1:2 Aykaç (50.) | keine                             |
| 03 | 15. November 1936 | Süleymaniye         | Taksim-Stadion, Istanbul | 2:1 (1:0)  | 1:0 Aykaç (31.), 2:1 Şatıroğlu (77.) | keine                             |
| 04 | 22. November 1936 | Hilal SK            | Taksim-Stadion, Istanbul | 7:0 (4:0)  | 1:0 Kılıç (5.), 2:0 Vuran (13.), 3:0 Kılıç (25.), 4:0 Cici (35.), 5:0 Vuran (51.), 6:0 Kılıç (68.), 7:0 Kılıç (82.)                                                                                               | keine                             |
| 05 | 29. November 1936 | Anadolu             | Taksim-Stadion, Istanbul | 3:1 (2:0)  | 1:0 Cici (20.), 2:0 Ediz (31.), 3:1 Kılıç (63.) | keine                             |
| 06 | 20. Dezember 1936 | Güneş SK            | Taksim-Stadion, Istanbul | 1:1 (1:1)  | 1:1 Birkan (30.) | keine                             |
| 07 | 27. Dezember 1936 | Topkapı SK          | Taksim-Stadion, Istanbul | 12:1 (7:0) | 1:0 Ediz (2.), 2:0 Kılıç (15.), 3:0 Cici (18.), 4:0 Kılıç (21.), 5:0 Kılıç (29.), 6:0 Kılıç (33.), 7:0 Kılıç (40.), 8:1 Bulat (63.), 9:1 Cici (74.), 10:1 Cici (79.), 11:1 Erkal (82. Elfmeter), 12:1 Kılıç (87.) | keine                             |
| 08 | 3. Januar 1937    | Vefa Istanbul       | Taksim-Stadion, Istanbul | 3:0 (3:0)  | 1:0 Cici (16.), 2:0 Tekil (27.), 3:0 Tekil (38.) | Kılıç (11.)                       |
| 09 | 7. Februar 1937   | Fenerbahçe Istanbul | Taksim-Stadion, Istanbul | 1:4 (1:1)  | 1:0 Ediz (14.) | Şatıroğlu (58.)                   |
| 10 | 14. Februar 1937  | Istanbulspor        | Taksim-Stadion, Istanbul | 3:0 (2:0)  | 1:0 Birkan (5.), 2:0 Ediz (11.), 3:0 Birkan (63.) | keine                             |
| 11 | 28. Februar 1937  | Eyüpspor            | Taksim-Stadion, Istanbul | 6:0 (3:0)  | 1:0 Birkan (17.), 2:0 Birkan (33.), 3:0 Erkal (41. Elfmeter), 4:0 Birkan (60.), 5:0 Bulat (79.), 6:0 Birkan (85.)                                                                                                 | keine                             |

### Millî Küme
| ST | Datum          | Gegner                | Ort                        | Ergebnis  | Tor(e) für Galatasaray Istanbul                                                                                      | Karte(n) für Galatasaray Istanbul |
| -- | -------------- | --------------------- | -------------------------- | --------- | --- | --------------------------------- |
| 01 | 21. März 1937  | Güneş SK              | Taksim-Stadion, Istanbul   | 2:2 (1:0) | 1:1 Ediz (69.), 2:2 Birkan (73.)                                                                                     | keine                             |
| 02 | 18. April 1937 | Fenerbahçe Istanbul   | Taksim-Stadion, Istanbul   | 0:0       | keine | keine                             |
| 03 | 24. April 1937 | Doğanspor             | Alsancak Stadı, Izmir      | 3:2 (1:1) | 1:0 Cici (14.), 2:2 Tekil (72.), 3:2 Aykaç (82.)                                                                     | keine                             |
| 04 | 25. April 1937 | Üçok SK               | Alsancak Stadı, Izmir      | 4:2 (2:2) | 1:0 Ediz (1.), 2:0 Ediz (30.), 3:2 Erkal (70. Elfmeter), 4:2 Tekil (87.)                                             | keine                             |
| 05 | 16. Mai 1937   | Beşiktaş Istanbul     | Taksim-Stadion, Istanbul   | 2:2 (1:2) | 1:1 Tekil (25.), 2:2 Ediz (72.)                                                                                      | keine                             |
| 06 | 22. Mai 1937   | Üçok SK               | Taksim-Stadion, Istanbul   | 7:3 (4:0) | 1:0 Erkal (6.), 2:0 Tekil (26.), 3:0 Aykaç (35.), 4:0 Birkan (20.), 5:1 Cici (58.), 6:1 Tekil (61.), 7:1 Tekil (64.) | keine                             |
| 07 | 29. Mai 1937   | MKE Ankaragücü        | Ankara 19 Mayıs Stadı      | 4:3 (3:2) | 1:0 Tekil (17.), 2:1 Birkan (21.), 3:2 Tekil (42.), 4:2 Vuran (20.)                                                  | keine                             |
| 08 | 30. Mai 1937   | Gençlerbirliği Ankara | Ankara 19 Mayıs Stadı      | 3:2 (2:1) | 1:1 Tekil (32.), 2:1 Birkan (37.), 3:1 Ediz (57.)                                                                    | keine                             |
| 09 | 6. Juni 1937   | MKE Ankaragücü        | Taksim-Stadion, Istanbul   | 2:4 (0:1) | 1:3 Ediz (66.), 2:3 Birkan (68.)                                                                                     | keine                             |
| 10 | 13. Juni 1937  | Doğanspor             | Taksim-Stadion, Istanbul   | 5:0 (3:0) | 1:0 Şatıroğlu (2.), 2:0 Aykaç (20.), 3:0 Tekil (41.), 4:0 Şatıroğlu (47.), 5:0 Şatıroğlu (74.)                       | keine                             |
| 11 | 20. Juni 1937  | Gençlerbirliği Ankara | Taksim-Stadion, Istanbul   | 2:0 (3:0) | 1:0 Birkan (32.), 2:0 Erkal (75. Elfmeter)                                                                           | keine                             |
| 12 | 27. Juni 1937  | Fenerbahçe Istanbul   | Şeref Stadyumu, Istanbul   | 1:2 (0:0) | 1:2 Ediz (89.) | keine                             |
| 13 | 4. Juli 1937   | Güneş SK              | Fenerbahçe Stadı, Istanbul | 1:1 (0:0) | 1:0 Birkan (74.) | keine                             |
| 14 | 11. Juli 1937  | Beşiktaş Istanbul     | Taksim-Stadion, Istanbul   | 3:1 (1:0) | 1:0 Atasagun (23.), 2:1 Ediz (70.), 3:1 Ediz (85.)                                                                   | keine                             |

### Ankara Stadyum Kupası
| Datum             | Gegner         | Ort                | Ergebnis  | Tor(e) für Galatasaray Istanbul |
| ----------------- | -------------- | ------------------ | --------- | ------------------------------- |
| 15. Dezember 1936 | MKE Ankaragücü | Ankara Şehir Stadı | 1:2 (0:1) | 1:2 Kılıç (86.)                 |

### Freundschaftsspiele
Diese Tabelle führt die ausgetragenen Freundschaftsspiele auf.
| Datum            | Gegner              | Ort   | Ergebnis |
| ---------------- | ------------------- | ----- | -------- |
| 21. Februar 1937 | Beşiktaş Istanbul   | n. V. | 0:1      |
| 23. Februar 1937 | Fenerbahçe Istanbul | n. V. | 1:1      |

## Spielerstatistiken
| Spieler                | İstanbul Futbol Ligi | İstanbul Futbol Ligi | İstanbul Futbol Ligi | İstanbul Futbol Ligi | Millî Küme | Millî Küme | Millî Küme  | Millî Küme | Total    | Total | Total       | Total      |
| Spieler                | Einsätze             | Tore                 | Gelbe Karte          | Rote Karte           | Einsätze   | Tore       | Gelbe Karte | Rote Karte | Einsätze | Tore  | Gelbe Karte | Rote Karte |
| ---------------------- | -------------------- | -------------------- | -------------------- | -------------------- | ---------- | ---------- | ----------- | ---------- | -------- | ----- | ----------- | ---------- |
| Lütfü Aksoy            | 8                    | 0                    | 0                    | 0                    | 14         | 0          | 0           | 0          | 22       | 0     | 0           | 0          |
| Suavi Atasagun         | 10                   | 0                    | 0                    | 0                    | 11         | 1          | 0           | 0          | 21       | 1     | 0           | 0          |
| Eşfak Aykaç            | 8                    | 4                    | 0                    | 0                    | 13         | 3          | 0           | 0          | 21       | 7     | 0           | 0          |
| Haşim Birkan           | 7                    | 7                    | 0                    | 0                    | 12         | 7          | 0           | 0          | 19       | 14    | 0           | 0          |
| Salahattin Buda        | 1                    | 0                    | 0                    | 0                    | 1          | 0          | 0           | 0          | 2        | 0     | 0           | 0          |
| Şevket Bulat           | 3                    | 2                    | 0                    | 0                    | 0          | 0          | 0           | 0          | 3        | 2     | 0           | 0          |
| Necdet Cici            | 10                   | 6                    | 0                    | 0                    | 13         | 2          | 0           | 0          | 23       | 8     | 0           | 0          |
| Bülent Davran          | 0                    | 0                    | 0                    | 0                    | 1          | 0          | 0           | 0          | 1        | 0     | 0           | 0          |
| Bülent Ediz            | 10                   | 5                    | 0                    | 0                    | 12         | 9          | 0           | 0          | 22       | 14    | 0           | 0          |
| Reşat Erkal            | 11                   | 2                    | 0                    | 0                    | 13         | 3          | 0           | 0          | 24       | 5     | 0           | 0          |
| Nubar Hamamcıyan       | 0                    | 0                    | 0                    | 0                    | 1          | 0          | 0           | 0          | 1        | 0     | 0           | 0          |
| Finlandiyalı Hayrullah | 5                    | 0                    | 0                    | 0                    | 5          | 0          | 0           | 0          | 10       | 0     | 0           | 0          |
| Ekrem Kapman           | 1                    | 0                    | 0                    | 0                    | 13         | 0          | 0           | 0          | 14       | 0     | 0           | 0          |
| Gündüz Kılıç           | 8                    | 12                   | 0                    | 0                    | 2          | 0          | 0           | 0          | 10       | 12    | 0           | 0          |
| Avni Kurgan            | 10                   | 0                    | 0                    | 0                    | 10         | 0          | 0           | 0          | 20       | 0     | 0           | 0          |
| Nuri                   | 0                    | 0                    | 0                    | 0                    | 1          | 0          | 0           | 0          | 1        | 0     | 0           | 0          |
| Sacit Öğet             | 1                    | 0                    | 0                    | 0                    | 4          | 0          | 0           | 0          | 5        | 0     | 0           | 0          |
| Fazıl Özkaptan         | 1                    | 0                    | 0                    | 0                    | 0          | 0          | 0           | 0          | 1        | 0     | 0           | 0          |
| Hüseyin Şakir          | 2                    | 0                    | 0                    | 0                    | 3          | 0          | 0           | 0          | 5        | 0     | 0           | 0          |
| Salim Şatıroğlu        | 12                   | 6                    | 0                    | 1                    | 0          | 0          | 0           | 0          | 12       | 6     | 0           | 1          |
| Refik Tarman           | 1                    | 0                    | 0                    | 0                    | 0          | 0          | 0           | 0          | 1        | 0     | 0           | 0          |
| Süleyman Tekil         | 2                    | 2                    | 0                    | 0                    | 11         | 10         | 0           | 0          | 13       | 12    | 0           | 0          |
| Danyal Vuran           | 10                   | 2                    | 0                    | 0                    | 5          | 1          | 0           | 0          | 15       | 3     | 0           | 0          |
| Hicri Yüce             | 1                    | 0                    | 0                    | 0                    | 0          | 0          | 0           | 0          | 1        | 0     | 0           | 0          |